# الساندرو روسی (بازیکن فوتبال)
الساندرو روسی (انگلیسی: Alessandro Rossi؛ زادهٔ ۳ ژانویهٔ ۱۹۹۷) بازیکن فوتبال اهل ایتالیا است.
از باشگاه‌هایی که در آن بازی کرده‌است می‌توان به باشگاه ورزشی لاتزیو اشاره کرد.